# Panamaskandalen

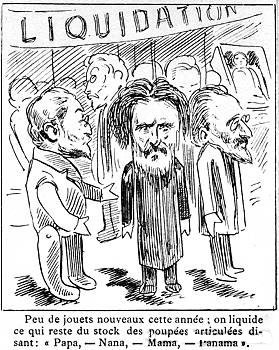
En karikatyr över skandalen. Det står: "Få nya leksaker i år: vi likviderar allt som finns kvar av beståndet av marionetter som säger: Papa, -Nana, -Mama, -Panama."

Panamaskandalen var en korruptionsaffär som bröt ut i den tredje franska republiken 1892, kopplad till ett franskt bolags misslyckade försök att bygga Panamakanalen. Nästan en halv miljard franc försvann, och medlemmar av den franska regeringen hade tagit mot mutor för att vara tysta om Panamabolagets ekonomiska problem i det som anses vara den största monetära korruptionsskandalen under 1800-talet. 

## Konkurs
Den 4 februari 1889 beordrade Tribunal Civil de la Seine likvidation av Panama Canal Company i Paris. Arbetet på Panamanäset stoppades under tiden, medan den domstolsutnämnda likvidatorn ordnade så att befintliga byggnader, verktyg och maskiner kunde underhållas. Inom några år uppstod dock stora förluster på grund av det fuktiga, varma klimatet. Den franska regeringen försenade likvidationen mer och mer, eftersom erbjudanden om övertagande från olika amerikanska företag verkade otillräckliga. Ett mellanföretag kunde inte startas på grund av brist på kapital. Likvidatorn utsåg en undersökningskommission, vars rapport från 1890 rekommenderade fortsättning av slusskanalen och förlängning av kontraktet från 1878 med Colombia. 1890 kom man i Bogotá överens om att låta det löpa fram till 1904. 
Konkursens dimensioner var tydliga 1892. Cirka 800 000 fransmän, inklusive 15 000 ensamstående kvinnor, hade tappat sina investeringar i aktier, obligationer och ägarandelar i Panama Canal Company, till en betydande summa om cirka 1,8 miljarder guldfranc. Från de nio aktieemissionerna fick Panama Canal Company 1,2 miljarder guldfranc. Av dessa investerades 960 miljoner i Panama, men en stor del av beloppet hade finansiärer och politiker stoppat i sina fickor.

## Skandal

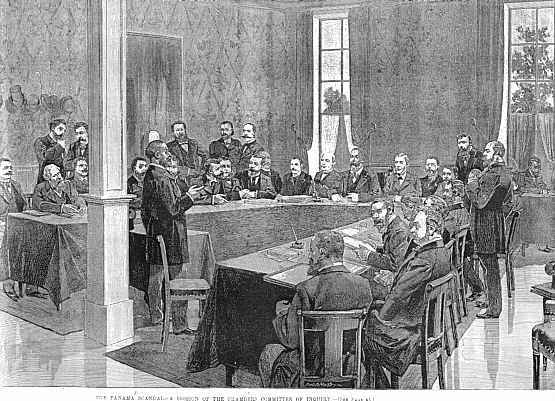
Likvidationsdomstol 1891 i Paris, Frankrike

År 1892/1893 anklagades ett stort antal ministrar (inklusive Clemenceau) av franska nationalister för att ha tagit mutor från Ferdinand de Lesseps 1888 för att tillåta aktieemissionen, vilket ledde till ett korruptionsåtal mot Lesseps och hans son Charles. Under tiden anklagades 510 parlamentsledamöter – inklusive sex ministrar – för att ha mottagit mutor från Panama Canal Company för att dölja företagets ekonomiska status för allmänheten. Lesseps, hans son Charles, medlemmar av ledningen samt ingenjören Gustave Eiffel, fick först långa fängelsestraff, men som senare ogiltigigförklarades. 
I det väckta åtalet om mutbrott fick den tidigare stadsutvecklingsministern, Bethaut, fem års fängelse, varav han avtjänade tre år. Baron Reinach – ekonomisk rådgivare för Panamabolaget och ansvarig för olika mutor – begick självmord. Andra åtalade flydde till England. Den 7 december 1894 dog Lesseps. 
Politiker som anklagades för involvering inkluderade Léon Bourgeois och Alfred Joseph Naquet. Hundrafyra lagstiftare konstaterades ha varit inblandade i korruptionen, och Jean Jaurès fick i uppdrag av det franska parlamentet att genomföra en utredning i frågan, som slutfördes 1893. Utredningarna om Panamaskandalen återupptogs 1897, men de svarande frikännades. 

## Eftermäle
Georges Clemenceau besegrades i valet 1893 på grund av att han associerades med Cornelius Herz. Trots att tre regeringar kollapsade skilde sig denna kris från Boulanger-affären i och med att Republiken aldrig riktigt var nära att falla. Däremot väcktes tvivel hos befolkningen och offentligheten, och politiker ansågs inte längre vara att lita på. För monarkister bevisade det att republiken var korrupt.
Hannah Arendt hävdar att affären hade en enorm betydelse i framväxten av fransk antisemitism, på grund av två ursprungligen tyska judars involvering, Baron Jacques Reinach och Cornelius Herz.  Derek Penslar delar Arendts syn på hur viktig händelsen var för den franska antisemitismens framväxt, och konstaterar att "Panamaskandalen spelade en större roll i den franska antisemitismens intensifiering." Även om de varken var bland de mutade parlamentsledamöterna eller i företagets styrelse, var de enligt Arendt ansvariga för att dela ut mutorna, Reinach inom de borgerliga partiernas högerfalanger, Herz bland de antiklerikala radikalerna. Reinach var en hemlig finansiell rådgivare för regeringen och hanterade sina förbindelser med Panamabolaget. Herz var Reinachs kontakt i den radikala falangen. 
Innan sin död gav dock Reinach en lista över mutade parlamentsledamöter till Libre Parole, Edouard Drumonts antisemitiska dagstidning, i utbyte mot att tidningen dolde Reinachs egen roll. Över en natt fick detta La Libre Parole att gå från ett obskyrt litet blad till en av landets mest inflytelserika tidningar. Listan över de inblandade publicerades morgon efter morgon i små portioner, så att hundratals politiker tvingades leva med spännhake i månader. Skandalen visade, menar Arendt, att mellanhänderna mellan näringslivet och staten nästan uteslutande var judar, vilket hon menar banade väg för Dreyfusaffären.
År 1894 skapades ett andra franskt företag, Compagnie Nouvelle du Canal de Panama (Nya Panamakanalbolaget) för att hantera tillgångarna och eventuellt avsluta byggandet. Det nya företaget sökte en köpare för tillgångarna med ett begärt pris på 109 miljoner amerikanska dollar. Konstruktionen av kanalen togs över av USA som köpte ut hyresavtalet, aktierna och tillgångarna i Hay – Bunau-Varilla-fördraget från november 1903, för 40 miljoner dollar. Arbetet återupptogs 1904 och kanalen öppnades 3 augusti 1914.   